# Hołdów
Hołdów (biał. Голдава; ros. Голдава; hist. również Ołdów) – agromiasteczko na Białorusi, w rejonie lidzkim obwodu grodzieńskiego, około 25 km na południowy zachód od Lidy.
Siedziba parafii prawosławnej pw. Narodzenia Matki Bożej.

## Historia
W 1581 roku kasztelan Tryzna herbu Gozdawa kupił dobra Hołdów od książąt Wiśniowieckich. W 1622 roku ich właścicielem był Jan Niewiarowski, starosta bukowiecki, a w 1718 roku – Franciszek Więckowicz, podwojewodzic trocki. W 1762 roku Hołdów wszedł w posagu do majątku Antoniego Skarbek-Ważyńskiego, skarbnego Wielkiego Księstwa Litewskiego. Ponieważ nie miał dzieci, po jego śmierci majątek przeszedł na jego młodszego brata, Feliksa, a po nim – syna Feliksa, Antoniego (1788–?), marszałka powiatu lidzkiego. Kolejnym właścicielem majątku był syn Antoniego, Bolesław (1827–?). Mimo że miał czworo dzieci, to syn (również Bolesław) zmarł w młodym wieku, a żadna z trzech córek nie wyszła za mąż i nie miała dzieci. Wszystkie zmarły przed I wojną światową. Wyrokiem sądowym II Rzeczypospolitej Hołdów przypadł któremuś z dalszych przedstawicieli rodziny Ważyńskich.
Po III rozbiorze Polski w 1795 roku Hołdów, wcześniej należący do powiatu lidzkiego województwa wileńskiego Rzeczypospolitej, znalazł się na terenie ujezdu lidzkiego guberni wileńskiej Imperium Rosyjskiego. Po ustabilizowaniu się granicy polsko-radzieckiej w 1921 roku Hołdów wrócił do Polski, znalazł się w gminie Lebioda w powiecie lidzkim województwa nowogródzkiego. 29 maja 1929 roku gmina weszła w skład nowo utworzonego powiatu szczuczyńskiego w tymże województwie. Od 1945 roku – w ZSRR, od 1991 roku – na terenie Republiki Białorusi.
W 1967 roku wzniesiono w centrum wsi pomnik żołnierzy, którzy zginęli w czasie II wojny światowej.
Do 2013 roku Hołdów był siedzibą sielsowietu.

### Demografia
W 1866 roku we wsi było 247 mieszkańców. Na początku XX wieku dobra Hołdów liczyły 668 dziesięcin. We wsi mieszkało 276 osób.
W 1921 wieś liczyła 203 mieszkańców, zamieszkałych w 41 budynkach, w tym 42 Polaków, 25 Białorusinów i 136 osób innej narodowości. 196 mieszkańców było wyznania prawosławnego, 6 mojżeszowego i 1 rzymskokatolickiego. Folwark Hołdów liczył zaś 33 mieszkańców, zamieszkałych w 9 budynkach, w tym 20 Białorusinów, 10 Polaków i 3 Żydów. 20 mieszkańców było wyznania prawosławnego, 8 rzymskokatolickiego i 5 mojżeszowego.
W 2009 roku w agromiasteczku mieszkało 328 osób.

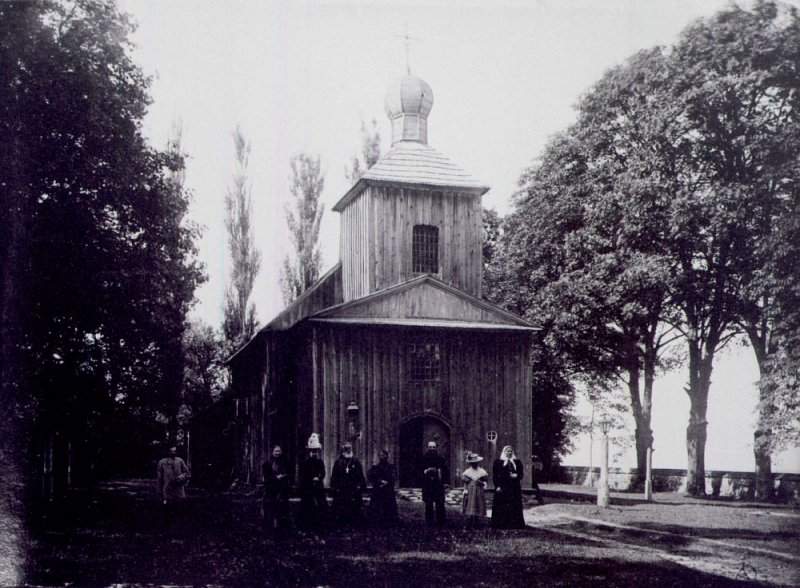
Cerkiew w roku 1909/10

## Cerkiew
Aleksander Tryzna w 1633 roku ufundował tu, w północnej części wsi, przy już wcześniej istniejącej cerkwi unickiej klasztor tegoż obrządku, który po kilku najazdach, kłótniach i długich mitręgach, w roku 1747 ostatecznie zabrany na bazylianów. W cerkwi  był obraz Matki Boskiej w stylu bizantyjskim. Drewniany budynek cerkwi pod wezwaniem Świętego Narodzenia MB, który zachował się do dziś, pochodzi z 1795 roku i został ufundowany przez Feliksa Ważyńskiego. Był restaurowany w XIX wieku. Obecnie jest to świątynia prawosławna.
Obok cerkwi stoi dzwonnica. Kompleks jest historyczno-kulturalnym zabytkiem Białorusi o numerze w rejestrze 413Г000352.

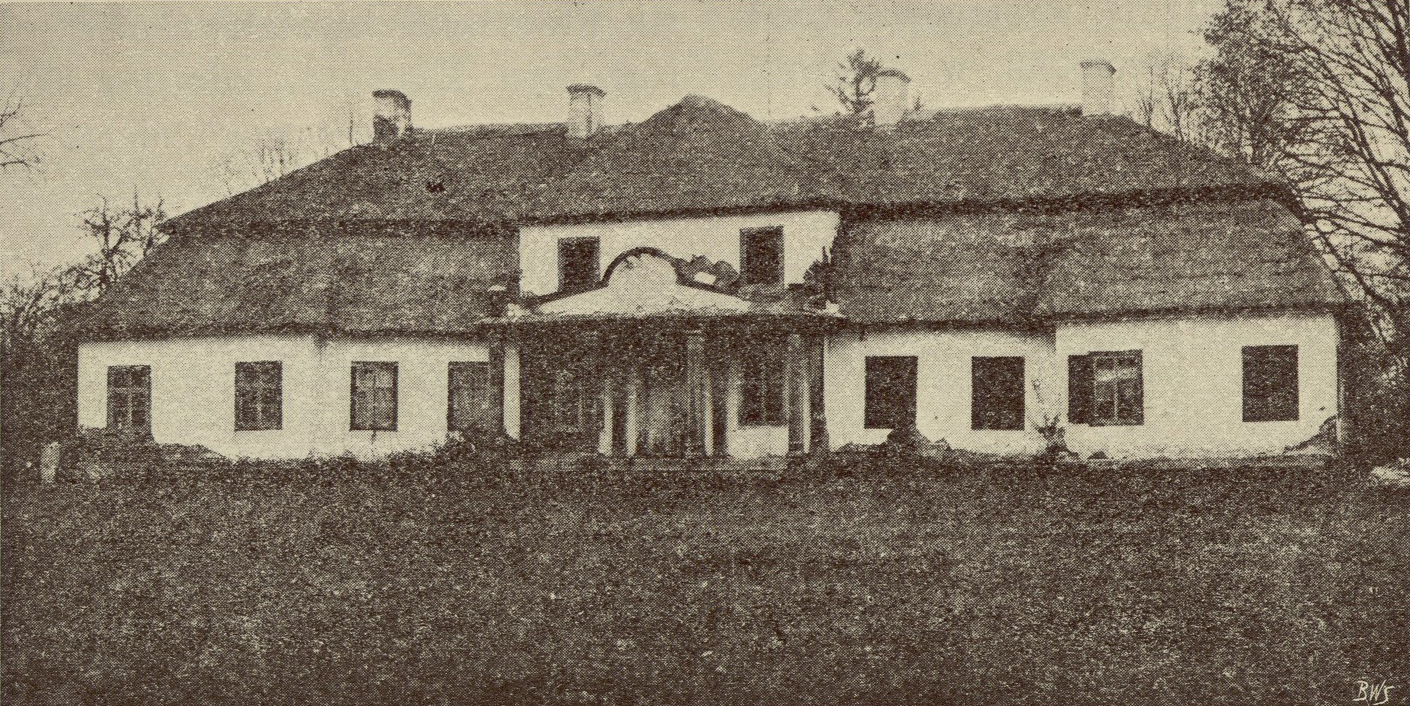
Dwór w Hołdowie (1907), zdjęcie błędnie przypisane dworowi w nieistniejącej miejscowości Chojnów

## Dwór
Do 2011 roku stał we wsi stary, modrzewiowy dwór Ważyńskich. Został wzniesiony najprawdopodobniej w drugiej połowie XVIII wieku przez Antoniego Ważyńskiego. Był to dom o parterowej, jedenastoosiowej elewacji, zbudowany na planie prostokąta, kryty wysokim, łamanym, czterospadowym dachem, początkowo słomianym. Na brzegach elewacji występowały dwuosiowe ryzality, a w środku – portyk z czterema wysuniętymi kolumnami podtrzymującymi daszek o rzadko spotykanym, półkoliście zarysowanym kształcie. Po 1900 roku nad środkową częścią domu dobudowano facjatkę. Mimo że modrzewiowy, dom był otynkowany.
Majątek Hołdów został opisany w 4. tomie Dziejów rezydencji na dawnych kresach Rzeczypospolitej Romana Aftanazego.